# François de Chasseloup-Laubat

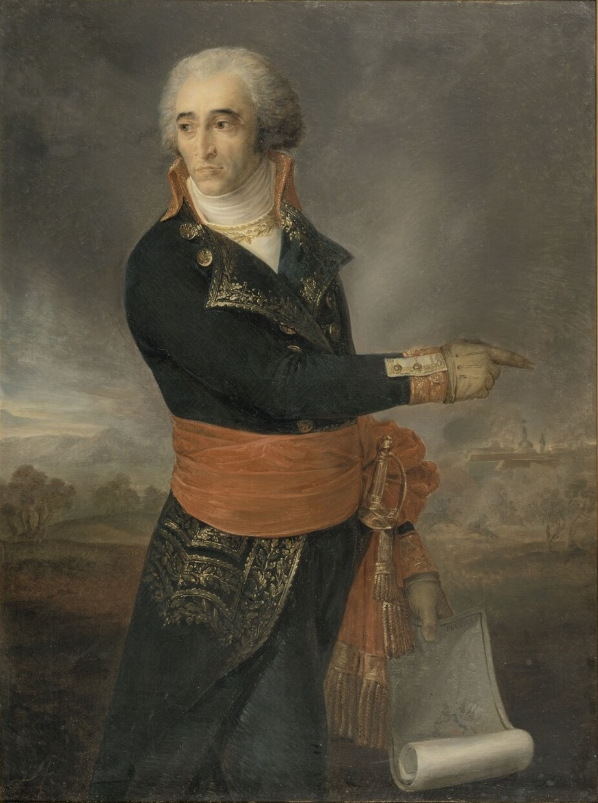
François de Chasseloup-Laubat

Marquis Francois de Chasseloup-Laubat (* 18. August 1754 in Saint-Sornin, Département Charente-Maritime bei Marennes; † Oktober 1833 in Paris) war ein französischer Brigadegeneral, Festungsbauer und Ingenieur.

## Leben
Chasseloup-Laubat wurde an der Militärakademie École royale du génie in Charleville-Mézières (Département Ardennes) ausgebildet. 1774 wurde er im Range eines Leutnants dem Geniekorps (Ingenieurkorps) zugeteilt. Als Oberst war er 1789 aktiv an der Französischen Revolution beteiligt.
In der Revolutionskriegen verteidigte er 1792 Montmédy, leitete 1794 vor Maastricht den Hauptangriff und 1795 vor Mainz die Belagerungsarbeiten. Beim Italienfeldzug 1796 fungierte er als „Chef des Genies“; namentlich bei der Belagerung von Mantua und wurde dafür von Napoleon zum Brigadegeneral (Général de brigade) befördert.
Nach dem Friedensschluss war er bei der Regulierung der neuen Grenzen Italiens beschäftigt. 1799 bahnte er im Schwarzwald Moreaus Korps einen sicheren Rückweg und rettete so dasselbe. Nach der Schlacht bei Marengo belagerte er Peschiera del Garda und führte dann die Schleifung der Citadelle von Mantua mittels neuerfundenen Minenöfen aus.
Nach dem Lunéviller Frieden entwarf er ein neues Verteidigungssystem von Norditalien und machte Alessandria zu einem Hauptwaffenplatz. Ein Hauptverdienst Chasseloup-Laubats war die Befestigung von Château-Vieux, Legnago, Peschiera, Mantua und Alessandria.
Im Krieg 1806 übernahm er die großen Arbeiten an den Elb- und Oderfestungen, die Napoleon I. behalten wollte. Auch focht er mit in den Schlachten von Gołymin und Preußisch-Eylau und leitete einige Zeit die Belagerung von Kolberg, die von Danzig und von Stralsund.
Im Krieg mit Österreich 1809 befehligte er wieder das Geniekorps in Italien, wurde dann Kommandant von Mantua und vollendete die Befestigung von Palma nuova. Im Feldzug gegen Russland 1812 erhielt er zum siebentenmal das Oberkommando über das Geniekorps und wohnte allen Schlachten und dem katastrophalen Rückzug bei.
Chasseloup-Laubat wurde mit Wirkung vom April 1813 zum Senator ernannt und unterstützte im darauffolgenden Jahr Ludwig XVIII. Er wurde in den Adelsstand (Marquis) erhoben und zum Pair von Frankreich ernannt. In der Pairskammer verteidigte Chasseloup-Laubat zeit seines Lebens die konstitutionellen Grundsätze. In den letzten Jahren erblindete er und starb sieben Wochen nach seinem 79. Geburtstag am 10. Oktober 1833 in Paris.

## Ehrungen
Sein Name ist am Triumphbogen in Paris in der 24. Spalte (CHASSELOUP) eingetragen.

## Werke (Auswahl)
- Mémoires sur l’artillerie. Paris 1815.
- Essais sur quelques parties des fortifications et de l’artillerie. Mailand 1811.

Dieser Artikel basiert auf einem gemeinfreien Text aus Meyers Konversations-Lexikon, 4. Auflage von 1888 bis 1890.
| Personendaten    | Personendaten                                      |
| ---------------- | -------------------------------------------------- |
| NAME             | Chasseloup-Laubat, François de                     |
| ALTERNATIVNAMEN  | Chasseloup-Laubat, Francois de                     |
| KURZBESCHREIBUNG | französischer General, Festungsbauer und Ingenieur |
| GEBURTSDATUM     | 18. August 1754                                    |
| GEBURTSORT       | Saint-Sornin (Charente-Maritime)                   |
| STERBEDATUM      | 10. Oktober 1833                                   |
| STERBEORT        | Paris                                              |